# Partido Democrático Doctrinario
De Partido Democrático Doctrinario (Nederlands: Doctrinair-Democratische Partij, PDD) was een kleine politieke partij in Chili die is ontstaan als een fusie van de Partido Democrático del Pueblo (Volksdemocratische Partij) en de Partido Democrático de Chile (Democratische Partij van Chili). 
De partij behaalde bij de parlementsverkiezingen van 1957 maar 0,4% van de stemmen en verloor als gevolg van dit resultaat haar status als politieke partij. Na de ontbinding van de PDD stapten haar leden over naar andere partijen zoals de Partido Radical (Radicale Partij), de Partido Socialista (Socialistische Partij) of de Partido Comunista (Communistische Partij).

## Verkiezingsuitslagen
| Jaar | Aantal afgevaardigden (totaal aantal zetels tussen haakjes) | Aantal senatoren (totaal aantal zetels tussen haakjes) |
| ---- | ----------------------------------------------------------- | ------------------------------------------------------ |
| 1957 | 0 (147)                                                     | 0 (45)                                                 |